# Сан-Жюс-Дасберн
Сан-Жюс-Дасбе́рн (кат. Sant Just Desvern, вимова літературною каталанською [san ʒys dəs'bεɾn]) - муніципалітет, розташований в Автономній області Каталонія, в Іспанії. Код муніципалітету за номенклатурою Інституту статистики Каталонії - 82212. Знаходиться у районі (кумарці) Баш-Любрагат (коди району - 11 та BT) провінції Барселона, згідно з новою адміністративною реформою перебуватиме у складі баґарії (округи) Барселона. 

## Населення
Населення міста (у 2007 р.) становить 15.391 особа (з них менше 14 років - 16,4%, від 15 до 64 - 68,5%, понад 65 років - 15,1%). У 2006 р. народжуваність склала 150 осіб, смертність - 101 особа, зареєстровано 42 шлюби. У 2001 р. активне населення становило 7.079 осіб, з них безробітних - 554 особи.

Серед осіб, які проживали на території міста у 2001 р., 9.901 народилися в Каталонії (з них 2.854 особи у тому самому районі, або кумарці), 2.913 осіб приїхало з інших областей Іспанії, а 1.056 осіб приїхало з-за кордону. 

Вищу освіту має 27% усього населення. 

У 2001 р. нараховувалося 4.660 домогосподарств (з них 18% складалися з однієї особи, 24,4% з двох осіб,21,2% з 3 осіб, 24,3% з 4 осіб, 8,1% з 5 осіб, 2,7% з 6 осіб, 0,7% з 7 осіб, 0,3% з 8 осіб і 0,2% з 9 і більше осіб).

Активне населення міста у 2001 р. працювало у таких сферах діяльності : у сільському господарстві - 0,9%, у промисловості - 23%, на будівництві - 6,7% і у сфері обслуговування - 69,4%. 

 У муніципалітеті або у власному районі (кумарці) працює 9.691 особа, поза районом - 4.578 осіб.

### Доходи населення
У 2002 р. доходи населення розподілялися таким чином :
| \| Доходи населення за статтями доходів \| Доходи населення за статтями доходів \| Доходи населення за статтями доходів \| \| Рік \| 2002 р. \| 2001 р. \| \| ------------------------------------ \| ------------------------------------ \| ------------------------------------ \| \| Заробітна платня \| 57,7% \| 60,2% \| \| Доходи від ведення бізнесу \| 34,8% \| 32,5% \| \| Соціальна допомога \| 7,5% \| 7,3% \| |         |         |
| Доходи населення за статтями доходів |         |         |
| Рік | 2002 р. | 2001 р. |
| Заробітна платня | 57,7%   | 60,2%   |
| Доходи від ведення бізнесу | 34,8%   | 32,5%   |
| Соціальна допомога | 7,5%    | 7,3%    |

### Безробіття
У 2007 р. нараховувалося 336 безробітних (у 2006 р. - 385 безробітних), з них чоловіки становили 42,6%, а жінки - 57,4%.

## Економіка
У 1996 р. валовий внутрішній продукт розподілявся по сферах діяльності таким чином :
| \| Валовий внутрішній продукт \| Валовий внутрішній продукт \| Валовий внутрішній продукт \| \| Рік \| 1996 р. \| 1991 р. \| \| -------------------------- \| -------------------------- \| -------------------------- \| \| Сільське господарство \| 0% \| 0% \| \| Промисловість \| 40% \| 0% \| \| Будівництво \| 4,5% \| 0% \| \| Послуги \| 55,5% \| 0% \| |         |         |
| Валовий внутрішній продукт |         |         |
| Рік | 1996 р. | 1991 р. |
| Сільське господарство | 0%      | 0%      |
| Промисловість | 40%     | 0%      |
| Будівництво | 4,5%    | 0%      |
| Послуги | 55,5%   | 0%      |

### Підприємства міста

#### Промислові підприємства
| \| Промислові підприємства міста, за сферою діяльності \| Промислові підприємства міста, за сферою діяльності \| Промислові підприємства міста, за сферою діяльності \| \| Рік \| 2002 р. \| 2001 р. \| \| --------------------------------------------------- \| --------------------------------------------------- \| --------------------------------------------------- \| \| Енергетичні та водні ресурси \| 0,6% \| 0,6% \| \| Хімія та метали \| 12,9% \| 12,8% \| \| Переробка металів \| 42,9% \| 43,9% \| \| Продукти харчування \| 3,1% \| 3,7% \| \| Текстиль \| 4,9% \| 4,9% \| \| Виробництво меблів, видання \| 19,6% \| 18,9% \| \| Інше \| 16% \| 15,2% \| \| Усього підприємств \| 163 \| 164 \| |         |         |
| Промислові підприємства міста, за сферою діяльності |         |         |
| Рік | 2002 р. | 2001 р. |
| Енергетичні та водні ресурси | 0,6%    | 0,6%    |
| Хімія та метали | 12,9%   | 12,8%   |
| Переробка металів | 42,9%   | 43,9%   |
| Продукти харчування | 3,1%    | 3,7%    |
| Текстиль | 4,9%    | 4,9%    |
| Виробництво меблів, видання | 19,6%   | 18,9%   |
| Інше | 16%     | 15,2%   |
| Усього підприємств | 163     | 164     |

#### Роздрібна торгівля
| \| Підприємства роздрібної торгівлі міста, за сферою діяльності \| Підприємства роздрібної торгівлі міста, за сферою діяльності \| Підприємства роздрібної торгівлі міста, за сферою діяльності \| \| Рік \| 2002 р. \| 2001 р. \| \| ------------------------------------------------------------ \| ------------------------------------------------------------ \| ------------------------------------------------------------ \| \| Продукти харчування \| 31,5% \| 32,8% \| \| Одяг та взуття \| 13,1% \| 14,9% \| \| Товари для дому \| 13,1% \| 12,6% \| \| Книги та періодичні видання \| 3,6% \| 2,3% \| \| Промислова хімічна продукція \| 8,3% \| 8% \| \| Продукція, пов'язана з транспортними засобами \| 4,2% \| 3,4% \| \| Інше \| 26,2% \| 25,9% \| \| Усього підприємств \| 168 \| 174 \| |         |         |
| Підприємства роздрібної торгівлі міста, за сферою діяльності |         |         |
| Рік | 2002 р. | 2001 р. |
| Продукти харчування | 31,5%   | 32,8%   |
| Одяг та взуття | 13,1%   | 14,9%   |
| Товари для дому | 13,1%   | 12,6%   |
| Книги та періодичні видання | 3,6%    | 2,3%    |
| Промислова хімічна продукція | 8,3%    | 8%      |
| Продукція, пов'язана з транспортними засобами | 4,2%    | 3,4%    |
| Інше | 26,2%   | 25,9%   |
| Усього підприємств | 168     | 174     |

#### Сфера послуг
| \| Підприємства міста, що працюють у сфері послуг, за діяльністю \| Підприємства міста, що працюють у сфері послуг, за діяльністю \| Підприємства міста, що працюють у сфері послуг, за діяльністю \| \| Рік \| 2002 р. \| 2001 р. \| \| ------------------------------------------------------------- \| ------------------------------------------------------------- \| ------------------------------------------------------------- \| \| Гуртова торгівля \| 24,5% \| 25,2% \| \| Готелі та готельний бізнес \| 9% \| 9,1% \| \| Транспорт та зв'язок \| 8,9% \| 9,7% \| \| Посередницькі фінансові послуги \| 3,1% \| 2,9% \| \| Послуги підприємствам \| 20,4% \| 20,1% \| \| Послуги фізичним особам \| 20,2% \| 20,5% \| \| Нерухомість та ін. \| 13,9% \| 12,4% \| \| Усього підприємств \| 721 \| 701 \| |         |         |
| Підприємства міста, що працюють у сфері послуг, за діяльністю |         |         |
| Рік | 2002 р. | 2001 р. |
| Гуртова торгівля | 24,5%   | 25,2%   |
| Готелі та готельний бізнес | 9%      | 9,1%    |
| Транспорт та зв'язок | 8,9%    | 9,7%    |
| Посередницькі фінансові послуги | 3,1%    | 2,9%    |
| Послуги підприємствам | 20,4%   | 20,1%   |
| Послуги фізичним особам | 20,2%   | 20,5%   |
| Нерухомість та ін. | 13,9%   | 12,4%   |
| Усього підприємств | 721     | 701     |

## Житловий фонд
У 2001 р. 8,3% усіх родин (домогосподарств) мали житло метражем до 59 м2, 38,6% - від 60 до 89 м2, 25,6% - від 90 до 119 м2 і
27,5% - понад 120 м2.

З усіх будівель у 2001 р. 33,2% було одноповерховими, 41,2% - двоповерховими, 14,4
% - триповерховими, 6,6% - чотириповерховими, 2,9% - п'ятиповерховими, 1,2% - шестиповерховими,
0,2% - семиповерховими, 0,2% - з вісьмома та більше поверхами.

## Автопарк
| \| Автомобілі, зареєстровані у місті, за призначенням \| Автомобілі, зареєстровані у місті, за призначенням \| Автомобілі, зареєстровані у місті, за призначенням \| \| Рік \| 2006 р. \| 2005 р. \| \| -------------------------------------------------- \| -------------------------------------------------- \| -------------------------------------------------- \| \| Приватні автомобілі \| 64,4% \| 65,1% \| \| Мотоцикли \| 20,5% \| 19,7% \| \| Вантажівки \| 13,1% \| 13,2% \| \| Трактори \| 0,3% \| 0,3% \| \| Автобуси та ін. \| 1,7% \| 1,6% \| \| Усього автомобілів \| 11.817 шт. \| 11.406 шт. \| |            |            |
| Автомобілі, зареєстровані у місті, за призначенням |            |            |
| Рік | 2006 р.    | 2005 р.    |
| Приватні автомобілі | 64,4%      | 65,1%      |
| Мотоцикли | 20,5%      | 19,7%      |
| Вантажівки | 13,1%      | 13,2%      |
| Трактори | 0,3%       | 0,3%       |
| Автобуси та ін. | 1,7%       | 1,6%       |
| Усього автомобілів | 11.817 шт. | 11.406 шт. |

## Вживання каталанської мови
У 2001 р. каталанську мову у місті розуміли 96,1% усього населення (у 1996 р. - 96%), вміли говорити нею 81,5% (у 1996 р. - 
81,2%), вміли читати 81,3% (у 1996 р. - 78,8%), вміли писати 57
% (у 1996 р. - 53,4%). Не розуміли каталанської мови 3,9%.

## Політичні уподобання
У виборах до Парламенту Каталонії у 2006 р. взяло участь 7.546 осіб (у 2003 р. - 7.898 осіб). Голоси за політичні сили розподілилися таким чином:
| \| Вибори до Парламенту Каталонії \| Вибори до Парламенту Каталонії \| Вибори до Парламенту Каталонії \| \| Рік \| 2006 р. \| 2003 р. \| \| -------------------------------------- \| ------------------------------ \| ------------------------------ \| \| Конвергенція та Єднання (CiU) \| 34,7% \| 33,4% \| \| Соціалістична партія Каталонії (PSC) \| 21,7% \| 25,9% \| \| Народна партія (PP) \| 10,9% \| 13,1% \| \| Ініціатива за Каталонію — Зелені (ICV) \| 12,3% \| 8,2% \| \| Республіканська лівиця Каталонії (ERC) \| 13,5% \| 18% \| \| Громадяни — Громадянська партія (C's) \| 4,3% \| 0% \| \| Інші \| 2,6% \| 1,3% \| |         |         |
| Вибори до Парламенту Каталонії |         |         |
| Рік | 2006 р. | 2003 р. |
| Конвергенція та Єднання (CiU) | 34,7%   | 33,4%   |
| Соціалістична партія Каталонії (PSC) | 21,7%   | 25,9%   |
| Народна партія (PP) | 10,9%   | 13,1%   |
| Ініціатива за Каталонію — Зелені (ICV) | 12,3%   | 8,2%    |
| Республіканська лівиця Каталонії (ERC) | 13,5%   | 18%     |
| Громадяни — Громадянська партія (C's) | 4,3%    | 0%      |
| Інші | 2,6%    | 1,3%    |

У муніципальних виборах у 2007 р. взяло участь 6.378 осіб (у 2003 р. - 7.216 осіб). Голоси за політичні сили розподілилися таким чином:
| \| Муніципальні вибори \| Муніципальні вибори \| Муніципальні вибори \| \| Рік \| 2007 р. \| 2003 р. \| \| -------------------------------------- \| ------------------- \| ------------------- \| \| Конвергенція та Єднання (CiU) \| 25,7% \| 25,9% \| \| Соціалістична партія Каталонії (PSC) \| 35,7% \| 32,6% \| \| Народна партія (PP) \| 9,5% \| 13,6% \| \| Ініціатива за Каталонію — Зелені (ICV) \| 13% \| 13,8% \| \| Республіканська лівиця Каталонії (ERC) \| 11,9% \| 14% \| \| Громадяни — Громадянська партія (C's) \| 0% \| 0% \| \| Інші \| 4,2% \| 0% \| |         |         |
| Муніципальні вибори |         |         |
| Рік | 2007 р. | 2003 р. |
| Конвергенція та Єднання (CiU) | 25,7%   | 25,9%   |
| Соціалістична партія Каталонії (PSC) | 35,7%   | 32,6%   |
| Народна партія (PP) | 9,5%    | 13,6%   |
| Ініціатива за Каталонію — Зелені (ICV) | 13%     | 13,8%   |
| Республіканська лівиця Каталонії (ERC) | 11,9%   | 14%     |
| Громадяни — Громадянська партія (C's) | 0%      | 0%      |
| Інші | 4,2%    | 0%      |